# Anthocharis bambusaram
Anthocharis bambusaram là một loài bướm ngày phân bố chủ yếu ở Trung Quốc lục địa và Đông Á.